# Eduard Böhmer (homme politique)
Pour les articles homonymes, voir Eduard Böhmer et Böhmer.
Eduard Theodor Böhmer (né le 29 août 1829 à Telgte et mort le 23 décembre 1872 à Neuwied) est un juge allemand et député du Reichstag.

## Biographie
Eduard Böhmer commence ses études de droit à l'Université Louis-et-Maximilien de Munich. En 1849, il devient actif dans le Corps Franconia München (de). En tant qu'étudiant, il déménage à l'Université Ruprecht-Karls de Heidelberg et à l'Université Frédéric-Guillaume de Berlin. Puis il fait carrière dans la fonction publique juridique. Il termine sa carrière en tant qu'avocat stagiaire, assesseur et commissaire du tribunal à Münster, Warendorf, Dorsten et la province de Hohenzollern. Enfin, de 1867 à 1872, Böhmer est juge de district à Neuwied.
De 1871 à 1872, Böhmer représente la 2e circonscription de Coblence (Neuwied) au Reichstag. Là, il appartient aux nationaux-libéraux. Pendant ce temps, Böhmer est secrétaire.
De 1867 à 1872, il est élu deux fois à la Chambre des représentants prussienne. Au cours de la 10e législature, il appartient au centre gauche puis au cours de la onzième législature, jusqu'à sa mort, aux nationaux-libéraux. À ces deux occasions, Böhmer représente la 2e circonscription du district de Coblence (Altenkirchen (Westerwald) et Neuwied).